# Émile-Joseph De Smedt
 (avril 2019).
Si vous disposez d'ouvrages ou d'articles de référence ou si vous connaissez des sites web de qualité traitant du thème abordé ici, merci de compléter l'article en donnant les références utiles à sa vérifiabilité et en les liant à la section « Notes et références ».
Emiel Jozef De Smedt, né à Opwijk (Brabant flamand) le 30 octobre 1909 et décédé le 1er octobre 1995 à Bruges (Belgique), est un prêtre belge qui fut d'abord évêque auxiliaire de l'archidiocèse de Malines (1950), puis évêque de Bruges (1952) où il succède à Henricus Lamiroy.

## Biographie
Émile De Smedt est consacré évêque le 29 juin 1950 à Malines. Pendant le concile Vatican II, il se signala par des prises de position en faveur d'un rapprochement œcuménique. 
Durant la première session du concile, lorsque fut débattu un chapitre du schéma De Ecclesia sur « la nature de l'Église militante », il prit la parole pour dénoncer « le triomphalisme, le cléricalisme et le juridisme ».
Dans la crise de Louvain, concernant le statut et l'avenir de l'université catholique de Louvain, il se désolidarisa des autres évêques belges et de la déclaration commune de ceux-ci en 1966 préconisant le maintien de l'unité de l'université. Il déclara plus tard « s'être lourdement trompé » devant un parterre de membres du Boerenbond et préconisa alors ouvertement la scission de l'Alma mater. Cette affirmation provoqua une déchirure dans la Conférence épiscopale de Belgique qui mit du temps à se cicatriser. 
Émile De Smedt mourut à Bruges en 1995, mais Roger Joseph Vangheluwe lui avait succédé dès 1984 à la tête du diocèse.

## Succession apostolique
Émile-Joseph De Smedt a ordonné les évêques suivants :
- Évêque Maurits Gerard De Keyzer (nl) (1962)
- Évêque Eugeen Laridon (nl) (1976)